# Жигулі (Калінінградська область)
Жигулі (рос. Жигули) — селище Гусєвського району, Калінінградської області Росії. Входить до складу Маяковського сільського поселення.
Населення —  0 осіб (2015 рік). 

## Населення
| 2002 | 2010 |
| ---- | ---- |
| 3    | ↘0   |